# ستيف كانينغهام
ستيف كانينغهام (بالإنجليزية: Steve Cunningham)‏ مواليد 15 يوليو 1976 في فيلادلفيا، هو ملاكم محترف أمريكي يصنف ضمن فئة الوزن الثقيل بدأ مسيرته الاحترافية سنة 2000. حقق بطولة الاتحاد الدولي للملاكمة.

## المسيرة الاحترافية
من نزالاته:
- خسر أمام تايسون فيوري بالضربة القاضية (20-04-2013).
- خسر أمام توماش أدامك (22-12-2012).
- انتصر على واين بريثويت (11-07-2009).
- خسر أمام توماش أدامك (11-12-2008).
- انتصر على كرزيستوف وداراكزيك (26-05-2007).
- خسر أمام كرزيستوف وداراكزيك (25-11-2006).

## إحصائيات
خاض خلال مسيرته 40 نزالا، فاز في 30 وخسر في 9. فاز بالضربة القاضية في 13 نزالا.

## روابط خارجية
- ستيف كانينغهام على موقع بوكس ريك (الإنجليزية) (registration required)